# Reial Acadèmia de Bones Lletres de Barcelona

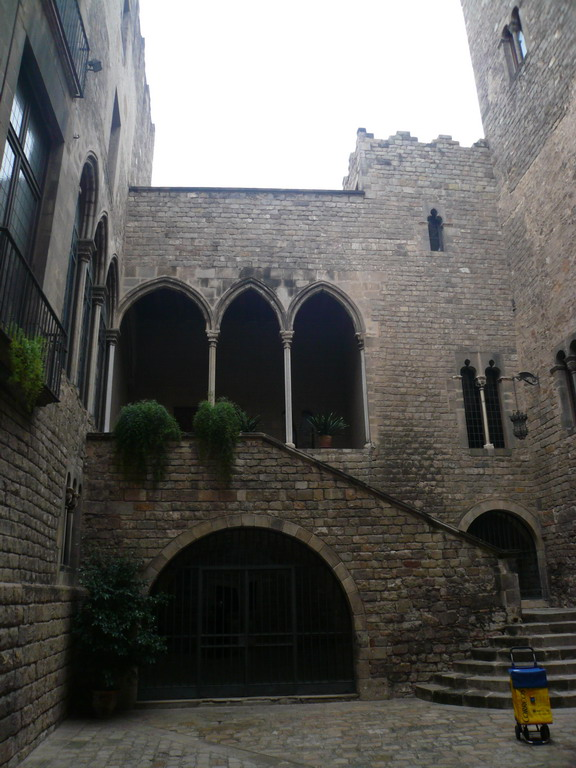
Der Palau Requesens in Barcelona, Sitz der Akademie.

Die Reial Acadèmia de Bones Lletres de Barcelona (spanisch Real Academia de Buenas Letras de Barcelona; ‚Königliche Akademie der schönen Schriften zu Barcelona‘) ist eine akademische literarische Gesellschaft in der spanischen Region Katalonien. Sie besteht seit 1729 und hat seit 1902 ihren Sitz im Palau Requesens im Barri Gòtic von Barcelona.

## Geschichte
Die Academia de Bonnes Lettres wurde 1729 von einigen Intellektuellen aus Barcelona gegründet. Sie sollte die Tradition der 1700 gegründeten und 1714 von Philipp V. aufgelösten Academia Desconfiada (katalanisch: Escola y Academia dels Desconfiats, „Akademie der Misstrauischen“) fortführen, die sich dem Studium der katalanischen Geschichte, Sprache und Dichtung gewidmet hatte. Die Gründer fürchteten die negativen Auswirkungen der vor rund fünfzehn Jahre erfolgten Verlagerung der Universität nach Cervera.
Die Universität Barcelona war 1715 gemeinsam mit allen anderen katalanischen Universitäten (Tarragona, Girona, Solsona, Vic und Lleida) als Folge der Decretos de Nueva Planta aufgelöst worden. Als Anerkennung für die Unterstützung, die er von der Stadt Cervera im Spanischen Erbfolgekrieg erhalten hatte, fasste Philipp V. daraufhin alle Universitäten dort zur einzigen zusammen, die es für die nächsten 150 Jahre in Katalonien geben sollte.
König Ferdinand VI. verlieh der Einrichtung 1752 den Titel einer „Königlichen Akademie“ (Real Academia) unter dem Patronat der Spanischen Krone. Wie andere Königliche Akademien beschränkte auch die Real Academia de Buenas Letras ihre Arbeit auf einen begrenzten Bereich, in diesem Fall die Sprache und Literatur. Eine ihrer ersten Aufgaben war die Erstellung eines katalanischen Wörterbuches.
In den drei Jahren des Trienio Liberal mit größeren politischen Freiheiten von 1820 bis zur Französischen Invasion 1823 stießen auch Mitglieder mit neuen Ideen zur Akademie, wie Bonaventura Carles Aribau.
Die Akademie pflegte während des gesamten 19. Jahrhunderts den Bilingualismus, wenn auch mit eindeutiger Vorherrschaft des Kastilischen. Dennoch wurden 1841 und 1857 zwei dichterische Wettbewerbe einberufen, die als erste Schritte zur Wiederaufnahme der Jocs Florals 1859 gelten. Etwa seit Mitte des 19. Jahrhunderts war die Akademie eine der dynamischsten kulturellen Institutionen in Katalonien. So schuf sie fünf Lehrstühle und ermöglichte damit die ab 1837 betriebene Rückverlagerung der Universität nach Barcelona. Sie zählte eine Reihe von herausragenden Persönlichkeiten der Renaixença zu ihren Mitgliedern, wie beispielsweise Jacint Verdaguer. Die 1884 von Mitgliedern der Akademie veröffentlichte Ortografía de la lengua catalana („Orthographie der katalanischen Sprache“) etablierte die bis zu der Reform durch Pompeu Fabra (1913) gültige Sprachnorm der katalanischen Sprache.